# Fayette County (West Virginia)
Fayette County ist ein County im Bundesstaat West Virginia der Vereinigten Staaten. Verwaltungssitz (County Seat) ist Fayetteville. Das U.S. Census Bureau hat bei der Volkszählung 2020 eine Einwohnerzahl von 40.488 ermittelt.

## Geographie
Das County liegt im mittleren Süden von West Virginia und hat eine Fläche von 1731 Quadratkilometern, wovon elf Quadratkilometer Wasserfläche sind. Es grenzt im Uhrzeigersinn an folgende Countys: Nicholas County, Greenbrier County, Summers County, Raleigh County und Kanawha County.

## Geschichte
Fayette County wurde am 28. Februar 1831 aus Teilen des Greenbrier-, Kanawha-, Logan- und Nicholas County gebildet. Benannt wurde es nach Marie-Joseph Motier, Marquis de La Fayette, einem französischen General und Politiker, der auf der Seite der Kolonisten am Amerikanischen Unabhängigkeitskrieg teilnahm und eine wichtige Rolle in der Französischen Revolution spielte.

## Demografische Daten

Alterspyramide des Fayette County

Nach der Volkszählung im Jahr 2000 lebten im Fayette County 47.579 Menschen. Davon wohnten 1.977 Personen in Sammelunterkünften, die anderen Einwohner lebten in 18.945 Haushalten und 13.128 Familien. Die Bevölkerungsdichte betrug 28 Einwohner pro Quadratkilometer. Ethnisch betrachtet setzte sich die Bevölkerung zusammen aus 92,74 Prozent Weißen, 5,57 Prozent Afroamerikanern, 0,27 Prozent amerikanischen Ureinwohnern, 0,30 Prozent Asiaten, 0,04 Prozent Bewohnern aus dem pazifischen Inselraum und 0,15 Prozent aus anderen ethnischen Gruppen; 0,93 Prozent stammten von zwei oder mehr ethnischen Gruppen ab. 0,68 Prozent der Bevölkerung waren spanischer oder lateinamerikanischer Abstammung.
Von den 18.945 Haushalten hatten 29,0 Prozent Kinder und Jugendliche unter 18 Jahre, die bei ihnen lebten. 52,1 Prozent waren verheiratete, zusammenlebende Paare, 13,2 Prozent waren allein erziehende Mütter, 30,7 Prozent waren keine Familien, 26,9 Prozent waren Singlehaushalte und in 13,4 Prozent lebten Menschen im Alter von 65 Jahren oder darüber. Die Durchschnittshaushaltsgröße betrug 2,41 und die durchschnittliche Familiengröße lag bei 2,89 Personen.
Auf das gesamte County bezogen setzte sich die Bevölkerung zusammen aus 21,7 Prozent Einwohnern unter 18 Jahren, 9,6 Prozent zwischen 18 und 24 Jahren, 27,1 Prozent zwischen 25 und 44 Jahren, 25,1 Prozent zwischen 45 und 64 Jahren und 16,4 Prozent waren 65 Jahre alt oder darüber. Das Durchschnittsalter betrug 40 Jahre. Auf 100 weibliche Personen kamen 98,2 männliche Personen. Auf 100 Frauen im Alter von 18 Jahren oder darüber kamen statistisch 94,7 Männer.
Das jährliche Durchschnittseinkommen eines Haushalts betrug 24.788 USD, das Durchschnittseinkommen der Familien betrug 30.243 USD. Männer hatten ein Durchschnittseinkommen von 28.554 USD, Frauen 18.317 USD. Das Prokopfeinkommen betrug 13.809 USD. 18,2 Prozent der Familien und 21,7 Prozent der Bevölkerung lebten unterhalb der Armutsgrenze. Darunter waren 31,9 Prozent der Kinder und Jugendlichen unter 18 Jahren und 13,7 Prozent der Senioren ab 65 Jahren.

## Ortschaften im Fayette County
Citys
- Montgomery
- Mount Hope
- Oak Hill
- Smithers

Towns
- Ansted
- Fayetteville
- Gauley Bridge
- Meadow Bridge
- Pax
- Thurmond

Census-designated places (CDP)
| - Beards Fork - Boomer - Charlton Heights - Deep Water - Dixie | - Falls View - Glen Ferris - Glen Jean - Hico - Hilltop | - Kimberly - Kincaid - Minden - Mount Carbon | - Page - Powellton - Prince - Scarbro |

Andere Unincorporated Communities
| - Agnew - Alloy - Alta - Ames - Babcock - Bachman - Backus - Beauty - Beckwith - Beelick Knob - Bellwood - Belva - Beury - Big Right Hand - Boone - Boonesborough - Bowlin - Brooklyn - Brown - Bryce - Cannelton - Carbondale - Caperton - Carlisle - Chestnut Knob | - Chimney Corner - Claremont - Clifftop - Coalfield - Collinsdale - Columbia - Concho - Corliss - Cotton Hill - Crescent - Crickmer - Cunard - Danese - Dempsey - Derryhale - Dewitt - Dimmock - Divide - Donwood - Dothan - Dubree - Dunloup - Eagle - East Kingston - Elkridge | - Elverton - Export - Fayette - Finlow - Fire Creek - Gamoca - Gaymont - Glade - Grayden - Greenstown - Hamilton - Harewood - Harvey - Hemlock - Hilton Village - Honeydew - Hopewell - Ingram Branch - Jenky - Jodie - Kanawha Falls - Keeneys Creek - Kilsyth - Kingston - KM Junction | - Landisburg - Lansing - Laurel Creek - Lawton - Layland - Lee - Lively - Lick Fork - Lochgelly - Longacre - Long Branch - Lookout - Lucas - MacDonald - Mahan - Maplewood - Marting - Marvel - Maywood - Meadow Fork - McDunn - McKendree - Medo - Midway | - Milburn - Montgomery Heights - Mossy - Mount Olive - Mulvane - Nallen - Newlyn - Newtown - North Page - Nuttall - Oak Ridge - Old Gauley - Packs Branch - Pine Grove - Price Hill - Prudence - Quinnimont - Ramsey - Ravenseye - Redstar - Red Spring - Robson - Romont - Roseville | - Rush Run - Russellville - Salem - Sanger - Shawver - Sewell - Spring Dale - Stone Cliff - Sturgeon Branch - Summerlee - Sun - Sunnyside - Surbaugh - Thayer - Turkey Knob - Vanetta - Victor - Westerly - Whipple - Willis Branch - Wingrove - Winona - Wriston - Wyndal |

Geisterstädte
- Alaska
- Carver
- Deitz
- Ephram
- Erskine
- Greenwood
- Kay Moor
- Michigan
- Mincar
- Nuttallburg
- Pennbrook
- Red Ash
- Whitney